# Gottlieb Mohnike

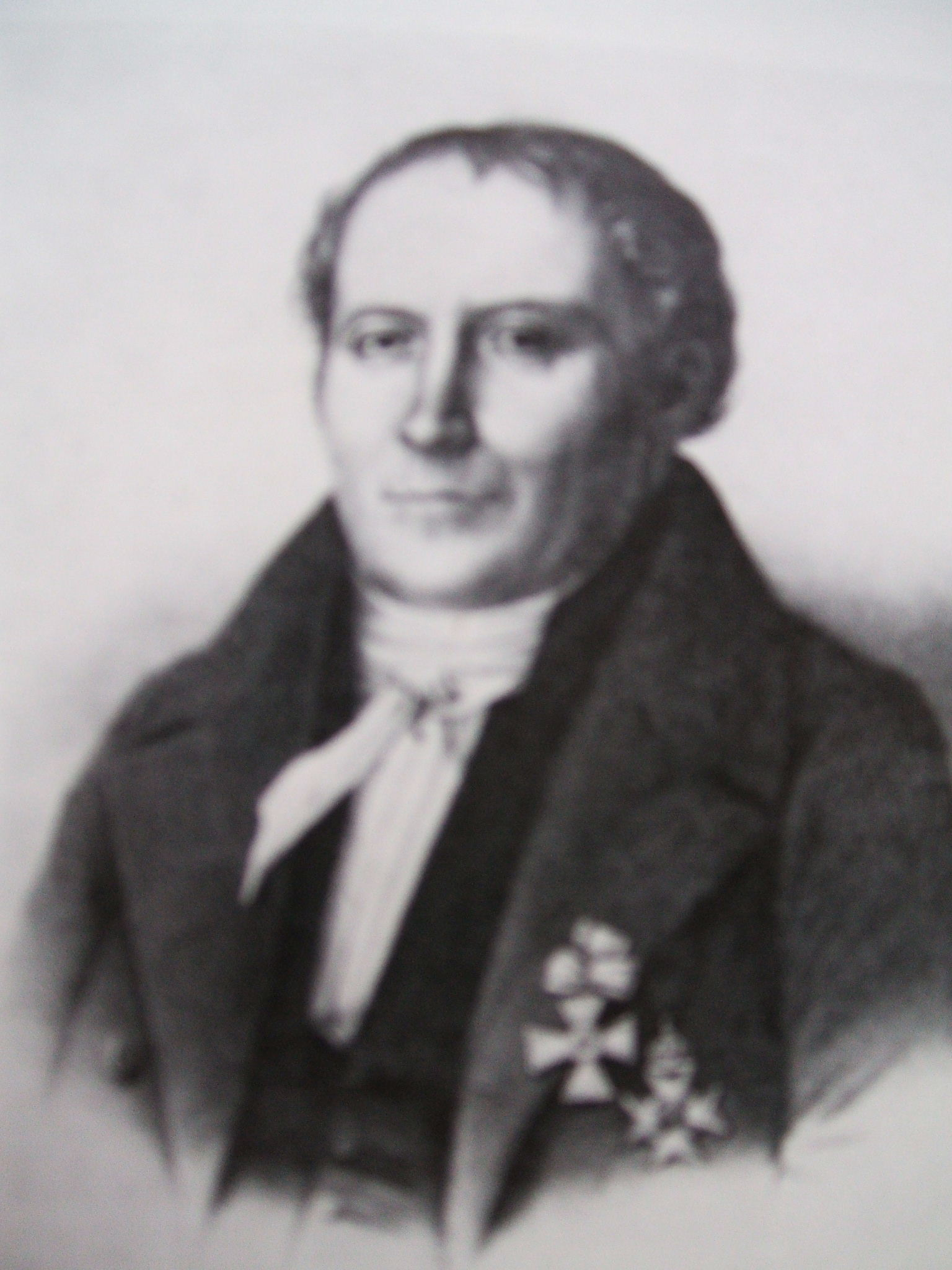
Gottlieb Mohnike

Gottlieb Christian Friedrich Mohnike (* 6. Januar 1781 in Grimmen; † 6. Juli 1841 in Stralsund) war ein deutscher Übersetzer, Theologe und Philologe.

## Leben

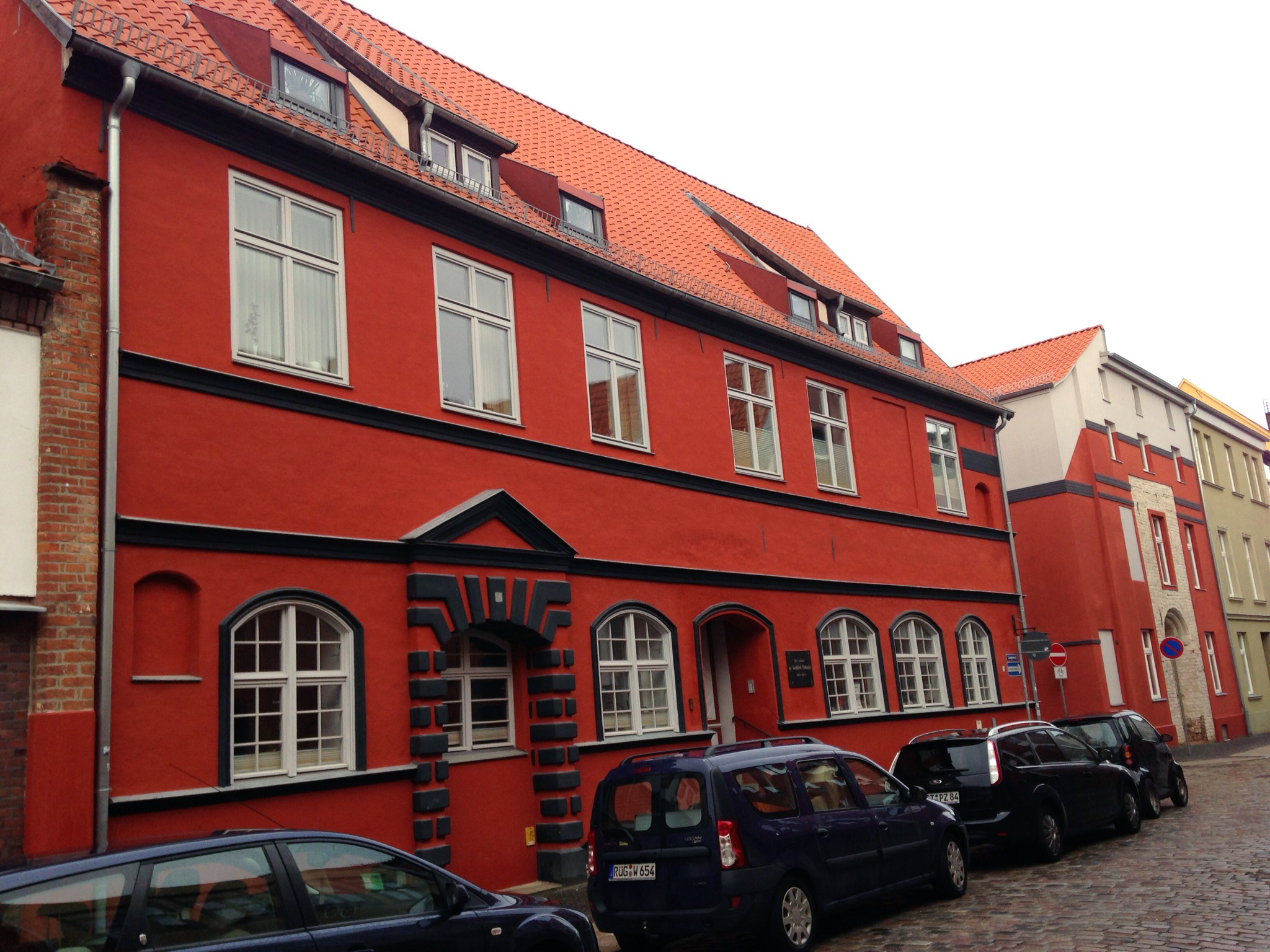
Mohnikes Wohnhaus von 1814 bis 1841

Gottlieb Mohnike wurde als Sohn des Kaufmanns und Ratsherrn Andreas Christian Mohnike (1742–1813) geboren.
Er besuchte das Stralsunder Gymnasium und immatrikulierte sich 1799 in Greifswald und 1801 in Jena als Theologiestudent. Er bestand am 5. Mai 1803 die theologische Prüfung in Greifswald. Danach war er mehrere Jahre als Privatlehrer und Erzieher auf Rügen tätig. Am 1. November 1810 wurde er Konrektor der Greifswalder Stadtschule. Er wurde 1813 als Pfarrer der St. Jakobi-Kirche nach Stralsund berufen, übernahm ab 1819 gleichzeitig die Aufgaben als Konsistorial- und Schulrat und war Leiter der Regierungsschulbehörde. 1824 wurde ihm der Ehrendoktor der Theologie in Greifswald verliehen. Mohnike war zeitlebens befreundet mit seinem Landsmann Ernst Moritz Arndt (1769–1860), sowie mit dem Naturphilosophen und Jenaer Kommilitonen Gotthilf Heinrich von Schubert, mit denen er einen regen Briefwechsel pflegte.
In Grimmen und Stralsund (Gottlieb-Mohnike-Straße) sind Straßen nach  ihm benannt.

## Familie
Am 9. November 1810 heiratete er Karoline von Stucker (1789–1849), Tochter des Stadtphysikus in Grimmen, Dr. Johann Philipp von Stucker und der Eleonore Billroth. Aus der Ehe gingen 9 Kinder hervor, u. a. der Arzt Otto Gottlieb Mohnike (1814–1887), der sich vor allem auf dem Gebiet der flächendeckenden Pockenschutzimpfung in Japan einen Namen machte, sowie die ebenfalls als Schriftstellerin und Übersetzerin tätige Selma Mohnike (1828–1878).

## Auszeichnungen
- Nordsternorden
- Roter Adlerorden 3. Klasse mit der Schleife

## Werke
Mohnike übersetzte und vermittelte u. a. zahlreiche ältere und neuere skandinavische Texte, u. a. Werke von Esaias Tegnér und die altisländische Färingersaga sowie die Heimskringla. Er gilt als einer der Begründer der Skandinavistik. Von ihm stammen zahlreiche Studien zu der Literatur der Römer und Griechen, zur Pommerschen Geschichte und Kirchengeschichte und zur Hymnologie. Er gab die „Klagen gegen Wedeg Loetz und dessen Sohn Henning“, ein poetisches Frühwerk des Ulrich von Hutten von 1509, in einer kommentierten lateinisch-deutschen Ausgabe heraus (Greifswald 1816).